# 渡辺サブロオ
渡辺 サブロオ（わたなべ さぶろお）は、日本の美容師、ヘアメイクアーティスト。福岡県築城町出身。

## 来歴
美容学校卒業後の20歳から25歳までの5年間、恩師の勧めでシバヤマ美容室に勤務。シバヤマ式美顔術を学んだ後、同美容室の撮影班に配属され、芝山サチコ（川邉サチコ）のメイクアシスタントをする。1971年からヘアメイクとしてデビュー。1981年、原宿に美容室「SASHU」開店。
1985年、メイクアップスクール「SASHU W・3260 STUDIO」開講、2008年から長期休講。化粧品ブランド「wAtOSA（ワトゥサ）」プロデュース。

## 受賞
- 1991年 Japan Hair Dressing Awards Session、Style of The Year受賞[4]。

## 著書
- 「メイクの本」（新美容出版、1985年）
- 「渡辺サブロオ　メイクの本・正統の美学＋plus」（双葉社、2004年）